# Коралвілл (Айова)
Коралвілл (англ. Coralville) — місто (англ. city) в США, в окрузі Джонсон штату Айова. Населення — 22 318 осіб (2020).

## Географія
Коралвілл розташований за координатами 41°41′58″ пн. ш. 91°35′45″ зх. д. / 41.69944° пн. ш. 91.59583° зх. д. (41.699578, -91.595951).  За даними Бюро перепису населення США в 2010 році місто мало площу 31,20 км², з яких 31,10 км² — суходіл та 0,10 км² — водойми.

## Демографія
Згідно з переписом 2010 року, у місті мешкало 18 907 осіб у 7763 домогосподарствах у складі 4229 родин. Густота населення становила 606 осіб/км².  Було 8310 помешкань (266/км²).
Расовий склад населення:
| - 79,4 % — білих - 7,9 % — чорних або афроамериканців - 7,8 % — азіатів - 0,3 % — корінних американців - 0,1 % — вихідців з тихоокеанських островів - 2,0 % — осіб інших рас |

До двох чи більше рас належало 2,6 %. Частка іспаномовних становила 5,1 % від усіх жителів.
За віковим діапазоном населення розподілялося таким чином: 22,3 % — особи молодші 18 років, 70,2 % — особи у віці 18—64 років, 7,5 % — особи у віці 65 років та старші. Медіана віку мешканця становила 31,6 року. На 100 осіб жіночої статі у місті припадало 106,3 чоловіків;  на 100 жінок у віці від 18 років та старших — 107,0 чоловіків також старших 18 років.
Середній дохід на одне домашнє господарство  становив 84 990 доларів США (медіана — 58 744), а середній дохід на одну сім'ю — 112 935 доларів (медіана — 85 160). Медіана доходів становила 52 479 доларів для чоловіків та 46 504 долари для жінок. За межею бідності перебувало 12,3 % осіб, у тому числі 13,2 % дітей у віці до 18 років та 1,0 % осіб у віці 65 років та старших.
Цивільне працевлаштоване населення становило 10 807 осіб. Основні галузі зайнятості: освіта, охорона здоров'я та соціальна допомога — 43,7 %, роздрібна торгівля — 9,2 %, науковці, спеціалісти, менеджери — 9,2 %.